# Chemin Emmanuel-Delbousquet
Le chemin Emmanuel-Delbousquet (en occitan : camin Emmanuel-Delbousquet) est une voie de Toulouse, chef-lieu de la région Occitanie, dans le Midi de la France.

## Situation et accès

### Description
Le chemin Emmanuel-Delbousquet est une voie publique. Il se trouve dans le quartier de Lalande.
Il naît perpendiculairement à l'avenue Jean-Zay, au niveau de la voie d'accès de l'avenue des États-Unis. Orienté au nord-est, long de 252 mètres et relativement rectiligne, il aboutit au chemin des Vieilles-Écoles, qui se prolonge au sud jusqu'au chemin et à la place de l'Église-de-Lalande.
La chaussée compte une seule voie de circulation automobile à double-sens. Elle appartient à une zone 30 et la vitesse y est limitée à 30 km/h. Il n'existe cependant pas de piste, ni de bande cyclable.

### Voies rencontrées
Le chemin Emmanuel-Delbousquet rencontre les voies suivantes, dans l'ordre des numéros croissants :
1. Avenue Jean-Zay
2. Chemin des Vieilles-Écoles

## Odonymie

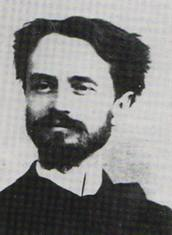
Portrait d'Emmanuel Delbousquet.

C'est le 12 avril 1947 que la municipalité a donné au chemin le nom d'Emmanuel Delbousquet (1874-1909). Poète et romancier occitan, il passa à Toulouse une partie de sa vie : élève au petit séminaire de l'Esquile en 1891, il vécut dans une maison à l'angle de la rue rue des Cuves-Saint-Sernin et de la rue Adolphe-Félix-Gatien-Arnoult (actuel no 2). Il fonda avec Louis Magre et Marc Lafargue la première revue poétique de l'école occitane toulousaine, Les Essais de Jeunes. 
Au XIXe siècle, le chemin est désigné comme le chemin de las Brugues. Ce nom est peut-être celui d'un domaine agricole ou tout simplement du terroir auquel il menait, rappelant la mauvaise qualité des sols du nord toulousain et des bruyères qui y poussaient (bruga, « bruyère » en occitan). À Toulouse, ce nom se retrouvait d'ailleurs pour désigner un autre chemin du quartier de Lalande (actuelles impasse et rue Alexis-Tocqueville), mais aussi un chemin du quartier de Saint-Simon (actuel chemin de Guilhermy). Le chemin fut également, à la même époque, désigné comme le chemin Metché : il faut également y voir le nom d'un domaine qu'il desservait.

## Histoire

### XIXeet première moitié duXXesiècle
Au XIXe siècle, le chemin de las Brugues est un étroit chemin rural, long de 500 mètres environ, qui relie, à l'ouest, la route de Paris (actuelle avenue des États-Unis) à divers terrains agricoles en arrière de la route de Fronton (actuelle avenue de Fronton). Il permet de desservir plusieurs fermes et métairies, progressivement construites pour la plupart au cours de la deuxième moitié du XIXe siècle (actuels no 13-15, 21, 29 et 35 ; no 18 et 20) ou dans le premier quart du XXe siècle (ancien no 1 et actuel no 9) afin de mettre en culture les terres du nord toulousain. Les productions sont essentiellement maraîchères : elles alimentent le marché toulousain et les productions sont essentiellement vendues au marché de la place Arnaud-Bernard. Les producteurs ne manquent pas d'eau, grâce au fossé qui, suivant le tracé de la rue, récupère les eaux d'un des ruisseaux de Lalande.

### Deuxième moitié duXXesiècleetXXIesiècle
Au milieu du XXe siècle, le chemin Emmanuel-Delbousquet conserve un aspect profondément rural. Il est cependant profondément bouleversé par l'aménagement de nouvelles voies routières qui doivent moderniser et faciliter les transports automobiles dans le nord de la ville. En 1954, le percement de l'avenue Jean-Zay coupe le chemin Emmanuel-Delbousquet en deux parties.
En 1980, le vaste échangeur de Lalande est aménagé à la suite de la construction du premier pont autoroutier de Lalande entre 1978 et 1979. Il permet de relier, au nord, la partie ouest de l'autoroute des Deux Mers (A62) construite entre Bordeaux et Toulouse : la barrière de péage de Toulouse Nord est construite en 1980 à moins de 600 mètres au nord du chemin Emmanuel-Delbousquet. Au sud-ouest, la « rocade du canal » (A620) permet dès 1982 d'aboutir aux Ponts-Jumeaux et au pont de l'Embouchure. Enfin, la construction entre 1986 et 1988 de la « rocade de l'Hers » permet de relier plus directement les deux sections de l'autoroute des Deux-Mers (autoroutes A62 et A61). Mais il partage le chemin Emmanuel-Delbousquet en deux parties : à l'est de la rocade, une partie en est absorbée par le chemin du Lapin. En 1990, une simple passerelle piétonne a permis de relier le chemin du Lapin et le chemin des Vieilles-Écoles, permettant de restituer partiellement la continuité de l'ancien chemin Emmanuel-Delbousquet.

## Patrimoine et lieux d'intérêt
- no  9 : ferme maraîchère (premier quart du XXe siècle)[10].

- no  13-15 : ferme maraîchère. 
La ferme maraîchère est construite dans la deuxième moitié du XIXe siècle. Elle se compose de deux parties : le logis principal (à gauche, actuel no 13) et une partie agricole (à droite, actuel no 15). Le premier, bâti en brique, adopte les formes de la maison toulousaine traditionnelle. Il s'élève sur deux niveaux (un rez-de-chaussée et un étage de comble à surcroît) séparés par une corniche moulurée. La façade principale, parallèle au chemin Emmanuel-Delbousquet, se développe sur cinq travées. Au centre, la porte piétonne est mise en valeur par une voûte en plein cintre et un chambranle mouluré. Le niveau de comble est aéré par de simples ouvertures en losange. L'élévation est couronnée par une corniche[11].

- no  18 : ferme maraîchère (deuxième moitié du XIXe siècle).
- no  20 : ferme maraîchère (deuxième moitié du XIXe siècle).
- no  21 : ferme maraîchère (deuxième moitié du XIXe siècle)[12].

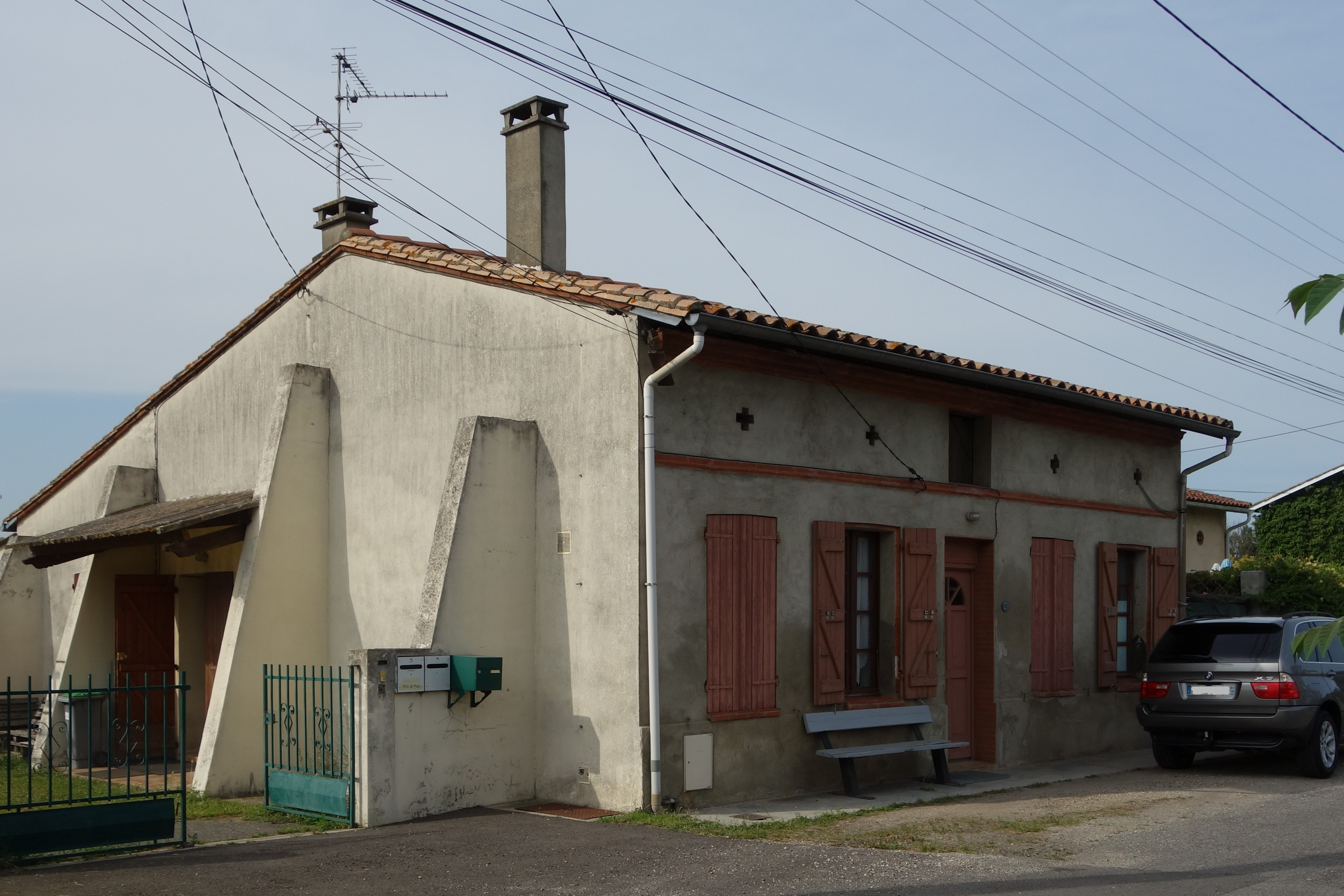
no 29 : ferme maraîchère.

- no  29 : ferme maraîchère. 
La ferme maraîchère est construite dans la deuxième moitié du XIXe siècle. Le logis principal, bâti en brique, adopte les formes de la maison toulousaine. Il s'élève sur deux niveaux (un rez-de-chaussée et un étage de comble à surcroît) séparés par uncordon. La façade, parallèle au chemin Emmanuel-Delbousquet, se développe sur cinq travées. Le rez-de-chaussée est percé d'ouvertures rectangulaires. Le niveau de comble est aéré par des jours en forme de croix, ainsi qu'une petite fenêtre carrée dans la travée centrale. L'élévation est couronnée par une corniche moulurée.

- no  35 : ferme maraîchère (deuxième moitié du XIXe siècle).